# SuperDraft de la MLS 2009
El SuperDraft de 2009 fue el décimo evento de este tipo para la Major League Soccer se llevó a cabo el 15 de enero de 2009 en San Luis, Misuri. El SuperDraft consistió en cuatro rondas con quince selecciones de cada uno, para un total de 60 jugadores seleccionados en el proyecto. 
El Seattle Sounders FC obtuvo la primera selección de cada ronda como equipo de expansión y la selección final de cada ronda el campeón de la Temporada 2008 el Columbus Crew
El proyecto precedió a la temporada 2009 de la MLS.

## Primera Ronda
|  | Miembro de Generación Adidas |

| N.º | Jugador                 | Equipo de la MLS                                                                 | Universidad/Proyecto/Club                  | Posición       | Imagen |
| --- | ----------------------- | -------------------------------------------------------------------------------- | ------------------------------------------ | -------------- | ------ |
| 1   | Steve Zakuani           | Seattle Sounders FC                                                              | Universidad de Akron                       | Delantero      |        |
| 2   | Sam Cronin              | Toronto FC (desde San Jose Earthquakes)                                          | Universidad de Wake Forest                 | Centrocampista |        |
| 3   | Omar Alejandro González | Los Angeles Galaxy                                                               | Universidad de Maryland                    | Defensa        |        |
| 4   | O'Brian White           | Toronto FC                                                                       | Universidad de Connecticut                 | Delantero      |        |
| 5   | Peri Marošević          | FC Dallas                                                                        | Universidad de Míchigan                    | Delantero      |        |
| 6   | Rodney Wallace          | D.C. United                                                                      | Universidad de Maryland                    | Defensa        |        |
| 7   | Chris Pontius           | D.C. United (desde Colorado Rapids)                                              | Universidad de California en Santa Bárbara | Delantero      |        |
| 8   | Matt Besler             | Kansas City Wizards                                                              | Universidad de Notre Dame                  | Defensa        |        |
| 9   | Michael Lahoud          | Chivas USA                                                                       | Universidad de Wake Forest                 | Centrocampista |        |
| 10  | Kevin Alston            | New England Revolution                                                           | Universidad de Indiana                     | Defensa        |        |
| 11  | Jeremy Hall             | New York Red Bulls (desde Houston Dynamo vía San Jose Earthquakes vía FC Dallas) | Universidad de Maryland                    | Centrocampista |        |
| 12  | Jean Alexandre          | Real Salt Lake                                                                   | Universidad de Lynn                        | Centrocampista |        |
| 13  | Stefan Frei             | Toronto FC (desde Chicago Fire)                                                  | Universidad de California                  | Portero        |        |
| 14  | George John             | FC Dallas (desde New York Red Bulls)                                             | Universidad de Washington                  | Defensa        |        |
| 15  | Ryan Maxwell            | New England Revolution (desde Columbus Crew)                                     | Universidad de Tampa                       | Centrocampista |        |

## Segunda Ronda
|  | Miembro de Generación Adidas |

| N.º | Jugador              | Equipo de la MLS                                                 | Universidad/Proyecto/Club          | Posición       | Imagen |
| --- | -------------------- | ---------------------------------------------------------------- | ---------------------------------- | -------------- | ------ |
| 16  | Evan Brown           | Seattle Sounders FC                                              | Universidad de Wake Forest         | Defensa        |        |
| 17  | Brad Ring            | San Jose Earthquakes                                             | Universidad de Indiana             | Centrocampista |        |
| 18  | Babajide Ogunbiyi    | New York Red Bulls (desde Los Angeles Galaxy vía FC Dallas)      | Universidad de Santa Clara         | Defensa        |        |
| 19  | A.J. De La Garza     | Los Angeles Galaxy (desde Toronto FC vía Chivas USA)             | Universidad de Maryland            | Defensa        |        |
| 20  | Baggio Husidić       | Chicago Fire (desde FC Dallas vía Colorado Rapids)               | Universidad de Illinois en Chicago | Centrocampista |        |
| 21  | Miloš Kocic          | D.C. United                                                      | Universidad Loyola Maryland        | Portero        |        |
| 22  | Doug DeMartin        | Kansas City Wizards (desde Colorado Rapids)                      | Universidad Estatal de Míchigan    | Delantero      |        |
| 23  | Graham Zusi          | Kansas City Wizards                                              | Universidad de Maryland            | Centrocampista |        |
| 24  | Andrei Gotsmanov     | New England Revolution (desde Chivas USA vía Los Angeles Galaxy) | Universidad de Creighton           | Centrocampista |        |
| 25  | Denaldin Hamzagić    | New England Revolution                                           | Universidad de San Luis            | Centrocampista |        |
| 26  | Lyle Adams           | D.C. United (desde Houston Dynamo)                               | Universidad de Wake Forest         | Defensa        |        |
| 27  | Brian Shriver        | FC Dallas (desde Real Salt Lake)                                 | Universidad de Carolina del Norte  | Delantero      |        |
| 28  | Kwame Adjeman-Pamboe | Colorado Rapids (desde Chicago Fire)                             | Universidad George Mason           | Delantero      |        |
| 29  | Jack Traynor         | Red Bull New York                                                | Universidad de Notre Dame          | Defensa        |        |
| 30  | Paul Gerstenberger   | Columbus Crew                                                    | Boston College                     | Defensa        |        |

## Tercera Ronda
|  | Miembro de Generación Adidas |

| N.º | Jugador           | Equipo de la MLS                                                        | Universidad/Proyecto/Club                      | Posición       | Imagen |
| --- | ----------------- | ----------------------------------------------------------------------- | ---------------------------------------------- | -------------- | ------ |
| 31  | Jared Karkas      | Seattle Sounders FC                                                     | Universidad Azusa Pacific                      | Defensa        |        |
| 32  | Quincy Amarikwa   | San Jose Earthquakes                                                    | Universidad de California en Davis             | Delantero      |        |
| 33  | Joshua Boateng    | Los Angeles Galaxy                                                      | Universidad de La Libertad                     | Delantero      |        |
| 34  | Mike Grella       | Toronto FC                                                              | Universidad de Duke                            | Delantero      |        |
| 35  | Kyle Christensen  | Chivas USA (desde FC Dallas vía Colorado Rapids vía Los Angeles Galaxy) | Universidad de Denver                          | Delantero      |        |
| 36  | Brandon Barklage  | D.C. United                                                             | Universidad de San Luis                        | Centrocampista |        |
| 37  | Steward Céus      | Colorado Rapids                                                         | Universidad de Albany                          | Portero        |        |
| 38  | Chris Salvaggione | New England Revolution (desde Kansas City Wizards)                      | Universidad de Carolina del Norte en Charlotte | Delantero      |        |
| 39  | Kyle Hall         | Toronto FC (desde Chivas USA)                                           | Universidad de Syracuse                        | Delantero      |        |
| 40  | Darrius Barnes    | New England Revolution                                                  | Universidad de Duke                            | Defensa        |        |
| 41  | Danny Cruz        | Houston Dynamo                                                          | Universidad de Nevada, Las Vegas               | Centrocampista |        |
| 42  | Neal Kitson       | Kansas City Wizards (desde Real Salt Lake)                              | Universidad de San Juan                        | Portero        |        |
| 43  | David Sias        | Chicago Fire                                                            | Universidad de California en Irvine            | Defensa        |        |
| 44  | Nick Zimmerman    | New York Red Bulls                                                      | Universidad James Madison                      | Centrocampista |        |
| 45  | Alex Grendi       | Columbus Crew                                                           | Universidad de Pensilvania                     | Centrocampista |        |

## Cuarta Ronda
|  | Miembro de Generación Adidas |

| N.º | Jugador              | Equipo de la MLS                                     | Universidad/Proyecto/Club                       | Posición       | Imagen |
| --- | -------------------- | ---------------------------------------------------- | ----------------------------------------------- | -------------- | ------ |
| 46  | Mike Fucito          | Seattle Sounders FC                                  | Universidad de Harvard                          | Centrocampista |        |
| 47  | Ross Schunk          | Colorado Rapids (desde San Jose Earthquakes)         | Universidad de Redlands                         | Delantero      |        |
| 48  | Kyle Patterson       | Los Angeles Galaxy                                   | Universidad de San Luis                         | Centrocampista |        |
| 49  | Jamie Francs         | Chivas USA (desde Toronto FC vía Los Angeles Galaxy) | Universidad de Wake Forest                      | Centrocampista |        |
| 50  | Akeem Priestley      | Kansas City Wizards (desde FC Dallas)                | Universidad de Connecticut                      | Delantero      |        |
| 51  | Jordania Seabrook    | Colorado Rapids (desde D.C. United)                  | Universidad del Sur de la Florida               | Delantero      |        |
| 52  | Jokull Elisabetarson | Chicago Fire (desde Colorado Rapids)                 | Universidad de Carolina del Norte en Greensboro | Centrocampista |        |
| 53  | Henry Kalungi        | Colorado Rapids (desde Kansas City Wizards)          | Universidad Winthorp                            | Defensa        |        |
| 54  | Rafael Cox           | Real Salt Lake (desde Chivas USA)                    | Universidad de Washington                       | Centrocampista |        |
| 55  | Tyrel Lacey          | New England Revolution                               | Universidad de Tulsa                            | Portero        |        |
| 56  | Marcus Tracy         | Houston Dynamo                                       | Universidad de Wake Forest                      | Delantero      |        |
| 57  | Mfana Futhi Bhembe   | Real Salt Lake                                       | Universidad de Alabama A&M                      | Delantero      |        |
| 58  | Richard Jata         | Chicago Fire                                         | Universidad Campbell                            | Centrocampista |        |
| 59  | Michael Holody       | Colorado Rapids (desde New York Red Bulls)           | Universidad de Míchigan                         | Defensa        |        |
| 60  | Chris Clements       | Columbus Crew                                        | Universidad de Tulsa                            | Defensa        |        |

## Selecciones por Posición
| Ronda   | Portero | Defensa | Mediocampista | Delantero | Totales |
| ------- | ------- | ------- | ------------- | --------- | ------- |
| Primera | 1       | 5       | 5             | 4         | 15      |
| Segunda | 1       | 6       | 5             | 3         | 15      |
| Tercera | 2       | 3       | 4             | 6         | 15      |
| Cuarta  | 1       | 3       | 6             | 5         | 15      |
| Totales | 5       | 17      | 21            | 18        | 60      |